# Olivella inusta
Olivella inusta är en snäckart som beskrevs av G. B. Sowerby III 1915. Olivella inusta ingår i släktet Olivella och familjen Olividae. Inga underarter finns listade i Catalogue of Life.